# Cephalota maura
Cephalota (Cassolaia) maura – gatunek chrząszcza z rodziny biegaczowatych i podrodziny trzyszczowatych.

## Taksonomia
Gatunek został opisany w 1758 roku przez Karola Linneusza jako Cicindela maura. Klasyfikowany jest w podrodzaju Cassolaia, który część autorów traktuje jako osobny rodzaj i wówczas nazwa tego gatunku brzmi Cassolaia maura.

## Opis
Głowa o nitkowatych czułkach, wyłupiastych oczach i potężnych, uzbrojonych ząbkami żuwaczkach. Pokrywy czarno oprószone z żółtawymi, okrągłymi plamami, zapewniającymi kamuflaż.

## Rozprzestrzenienie
Gatunek palearktyczny. W Afryce Północnej występuje w Maroku, Algierii, Tunezji i Libii. W Europie zasiedla południe Portugalii i Hiszpanii, północny wschód Półwyspu Iberyjskiego oraz włoskie Kalabrię i Sycylię.
W Hiszpanii głównie na słonych stanowiskach wzdłuż wybrzeży Morza Śródziemnego, a w głębi lądu znany z nielicznych lokalizacji. Podawany m.in. z dorzeczy Corbones, Tinto i Guadairy.

## Systematyka
Baza Carabidae of the World nie wprowadza podziału na podgatunki, natomiast Fauna Europaea wyróżnia je dwa:
- Cicindela maura maura Linnaeus, 1758
- Cicindela maura cupreothoracica Korell et Cassola, 1987